# 哈里斯半島
71°31′S 74°6′W / 71.517°S 74.100°W
哈里斯半島是南極洲的半島，位於亞歷山大一世島西南部，處於貝多芬半島北面，以美國海軍指揮官命名，現時受南極條約體系管理。